# Dinastia Ènnega

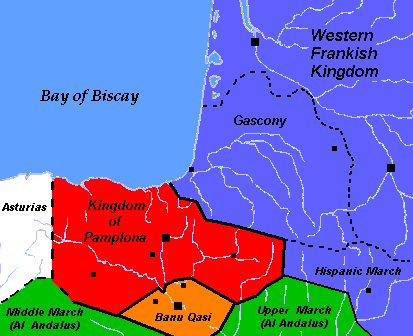
El regne de Pamplona cap al 925

La dinastia Ènnega, també anomenada Banu Enneco, està tradicionalment considerada la primera família que va ostentar el poder al regne de Pamplona.
Els seus orígens dels Ènnec es barregen amb llegendes, a causa de les escasses fonts documentals. Quan a la zona de Navarra hi van arribar els musulmans, es van formar dues faccions: una partidaria d'acceptar la protecció carolíngia, i una altra, representada pels Ènnec, a favor de respectar els acords amb l'emir de Còrdova. Val a dir que la dinastia Ènnega rebia suport i estava aliada, amb els Banu Qassi, una família muladita que dominava la zona intermèdia de la vall de l'Ebre.
Tradicionalment, es considera primer rei d'aquesta dinastia a Ènnec Aritza, qua al seu torn era fill d'Ènnec, d'acord amb les cròniques andalusines, al qual es considera l'epònim dinàstic. La documentació conservada és poca i deficient, però permeten situar Pamplona com un centre on es gestarà un espai polític que, un segle després, acabarà esdevenint una monarquia equiparable a la resta de regnes cristians de l'Europa occidental. Alguns autors posen en dubte que els governants tinguessin consciència d'una condició reial en aquell moment, malgrat que la tradició historiogràfica hagi atribuït el títol de reis als primers senyors de Pamplona. Després de la mort d'Ènnec Aritza, el va succeir el seu fill, Garcia Ènnec (851/2–ca. 882), considerat el segon rei de Pamplona, el qual inicia una aproximació i les primeres aliances amb el regne d'Astúries, i també amb els comtes d'Aragó, però encara no es pot enquadrar totalment en un bloc cristià, perquè va mantenir els vincles amb els Banu Qassi. El següent monarca i hereu de Garcia va ser Fortuny (ca. 882-905), el qual va tenir problemes per mantenir l'estabilitat del regne a causa de la pressió militar dels musulmans i dels Banu Qassi, que van atacar i saquejar diverses poblacions.
El canvi de dinastia es va produir el 905, amb l'abandó del tron de Fortuny Garcés, i va passar a ocupar-lo Sanç I Garcés, de la dinastia Ximena, emparentada estretament amb els Ènnec. Es desconeix si el canvi dinàstic es va produir de forma violenta o, per contra, la corona va ser cedida voluntàriament a un noble amb vincles familiars i amb millors condicions militars per defensar el territori contra els musulmans. L'arribada dels Ximenes va ser ben acollida al regne d'Astúries i al comtat de Pallars, a l'espera un allunyament dels Banu Qassi. Des de l'arribada de Sanç I al tron la política exterior a la col·laboració amb els reis asturians i lleonesos per lluitar contra els musulmans i, alhora, contra els Banu Qassi.